# Please (U2)
Please is een nummer van de Ierse band U2. Het nummer is samen met de nummers Dirty Day en I'm Not Your Baby uitgebracht in september 1997. Ook staat het nummer op het album Pop.
Op de hoes van de single staan de leiders van politieke partijen die betrokken zijn bij de rellen in Noord-Ierland afgebeeld:
- Gerry Adams
- David Trimble
- John Hume
- Ian Paisley

Het nummer werd voor het eerst live ten gehore gebracht tijdens het openingsconcert van de PopMart tour op 25 april 1997 in Las Vegas.

## Trivia
Elvis Costello heeft het nummer op 13 mei 2000 gecoverd.
Please werd ook als live-single uitgebracht op de zogenaamde Popheart Live EP. Op deze ep staan de nummers 'Please (Live From Rotterdam)', 'Where The Streets Have No Name (Live From Rotterdam)', 'With Or Without You (Live From Edmonton)' en 'Staring At The Sun (Live From Rotterdam)'.
Bono · The Edge · Adam Clayton · Larry Mullen jr.